# Versova
Versova est un quartier situé dans le nord-ouest de la ville de Mumbai (nouveau nom de Bombay), en Inde. 

## Géographie
Ce quartier haut de gamme  est notamment connu pour sa plage et son fort. 

## Histoire
Versova faisait partie de l'Empire colonial portugais jusqu'en 1739, année où les Portugais ont perdu cette partie de leur empire pour l'Empire marathe.
En 2015, sa plage était jugée la plus polluée au monde. Cette année-là, l'avocat Afroz Shah, qui habite à proximité, a décidé de nettoyer cette plage avec l'aide d'un ami. « À certains endroits [...] on pouvait voir des amoncellements de déchets de plus de 1,5 m de hauteur. » Des citoyens ont rejoint les deux hommes, ce qui a donné naissance à un effort collectif de nettoyage. En 2021, chaque weekend, les bénévoles enlèvent « 12 tonnes » de déchets de la plage. En six ans d'efforts, environ 5 000 tonnes de déchets en ont été retirés. L'ONU a salué cet effort de réhabilitation.
En 2016, Shah a été honoré du prix « Champion de la Terre » remis par le Programme des Nations unies pour l'environnement (PNUE) pour souligner sa vision et son travail.